# U Hájů
U Hájů je přírodní památka v mělkém zalesněném údolí s několika přilehlými loukami, které se rozkládá v pražské čtvrti Stodůlky mezi bývalou usedlostí Háje a náspem Buštěhradské železniční trati tzv. Pražským Semmeringem. V její bezprostřední blízkosti severovýchodním směrem se nalézají přírodní památky Kalvárie v Motole a Motolský ordovik. Nejcennější částí přírodní památky je louka v severovýchodní části území, na jejímž svahu je několik pramenišť s vodou obohacenou vápníkem. Kvalita vody přitom hraje v přírodní památce U Hájů zásadní roli, protože předmětem ochrany jsou mokřadní luční společenstva na výstupech vápnitých pramenů, výskyt chráněných a ohrožených druhů, biková doubrava na přilehlých pískovcích. Podle kategorizace IUCN se jedná o řízenou rezervaci (IV).

## Geologie

### Ordovik
Území je tvořeno mělkým údolím, zaříznutým do středoordovických hornin, tj. zhruba 470 miliónů let staré usazeniny dna hluboké pánve chladného, ordovického moře. Na téměř celém území jsou zastoupeny břidlicemi s menší vložkou křemenců místy vystupující ve střední a nejhlubší části údolí.

### Devon/Karbon
Horotvorné pochody na přelomu devonu a karbonu před 370–320 milióny lety vyzvedly celou oblast nad hladinu moře a zvrásnily jeho usazeniny.

### Křída
Oblast byla znovu zaplavena mělkým mořem až v období křídy zhruba před 96–87 milióny lety. Křídové moře zde zanechalo pískovce a jílovce uložené horizontálně na starších, zvrásněných horninách ordoviku. Uvnitř jílových poloh se nachází množství úlomků křídových rostlin i menší slojky uhlí, které zde byly po roce 1830 krátce těženy drobnými lomy a štolami. Pozůstatky křídového moře tvoří jihovýchodní část území, které je lemováno svrchnokřídovými usazeninami perucko-korycanského souvrství, v severozápadní části jsou svahy údolí tvořeny břidlicemi dobrotivského souvrství s výchozem skaleckých křemenců a v jihozápadní části území jsou v podloží libeňské břidlice. Svahy údolí jsou překryty sutí a svahovinami, dno údolí je pak vyplněno čtvrtohorními sedimenty potoka.

## Flóra
Z hlediska flóry se zde nacházejí kromě běžných druhů mokřadních a lučních společenstev i vzácnější druhy jako jsou například prstnatec májový (Dactylorhiza majalis), ledenec přímořský (Tetragonolobus maritimus), hadilka obecná (Ophioglossum vulgatum) nebo suchopýr širolistý (Eriophorum latifolium). V okolí pramenů s vápenitou vodou jsou vyvinuta společenstva s vzácnějšími druhy ostřic, ostřice Davallova (Carex Davalliana) či ostřice trsnatá (Carex caespitosa), ostřice oddálená (Carex distans). Lesní porost je zde proměnlivý. Podél Větveného potoka vlévajícího se do retenční nádrže-Brouček je porost olše lepkavé (Alnus glutinosa), ostřice třeslicovité (Carex brizoides), ostružiníku maliníku (Rubus idaeus), jeřábu ptačího (Sorbus aucuparia). Další představitelé flóry přírodní památky jsou jedle bělokorá (Abies alba), dub zimní (Quercus petraea). Vegetace litorální části retenční nádrže je málo vyvinuta, je tvořena například kyprejem vrbicí (Lythrum salicaria), sítinou rozkladitou (Juncus effusus) a skřípinou lesní (Scirpus sylvaticus).

## Fauna
Z hlediska fauny je tato lokalita významná i kvůli výskytu ohrožených druhů obojživelníků jako je kuňka obecná (Bombina bombina), ropucha zelená (Bufo viridis) a skokan hnědý (Rana temporaria), z plazů je zde slepýš křehký (Anguis fragilis). Vyskytují se zde i mokřadní fytofágní druhy brouků jako např. z mandelinkovitých Plateumaris rustica, Galerucella pusilla a z nosatcovitých Apion modestum. Na území je velké množství lesního a zpěvného ptactva například strakapoud velký (Dendrocopos major), sojka obecná (Garrulus glandarius) a další. Retenční nádrži Brouček je útočištěm pro kapra obecného (Cyprinus carpio var. koi) a želvy nádherné (Trachemys scripta).

## Historie využívání

### Lesní hospodářství
Přírodní památka U Hájů nikdy nebyla intenzivněji hospodářsky využívána. Po většinu doby se v území prováděla intenzivní pastva na úkor lesním společenstvům. Po skončení pastvy v 60.–70. letech minulého století byla část území nevhodně zalesněna smrkem (Pinus sp.) a modřínem (Larix sp.).
Pravděpodobně v té době zde byly vysazeny i některé části olšových (Alnus) porostů podél Větveného potoka.

### Zemědělské hospodaření
Lokalita U Hájů zaujímá prostor ve starosídelní oblasti, kde se první zemědělská činnost začala objevovat před cca 7–5 tis. lety. Nejintenzivnější hospodářské využívání lokality, které bylo rozhodující pro současný vhled a strukturu území, lze datovat do 18.–19. století.
V té době byla pravděpodobně většina území intenzivně využívána k pastvě hospodářských zvířat z nedaleké zemědělské usedlosti Háje. Pro lepší využití byla většina lesních porostů smýcena, či spasena zvířaty. V té době byl les nejspíše zachován pouze ve formě drobných skupin stromů podél vodoteče a na vyvýšených místech. Po útlumu drobného hospodářství v 60. až 70. letech minulého století došlo vlivem absence pastvy ke spontánnímu zarůstání nezalesněných míst a pronikání náletů do umělých lesních kultur.

### Rybníkářství
Původní rybníček byl na konci 70. let přestavěn na retenční nádrž, která měla zachytávat dešťovou vodu z areálu Mototechny, postaveného nad rybníčkem. Voda však obsahovala velké množství splavenin, a tak docházelo k rychlému zanášení, proto bylo v roce 2007 přistoupeno k odbahnění a celkové opravě příslušenství. Zajímavostí je instalace prvního dřevěného požeráku v Praze.
V západní části území, na místě, kde zřejmě býval pískovcový lom, samovolně vznikla drobná tůň.

### Těžba nerostných surovin
V území je několik menších lomů, které byly pravděpodobně založeny a využívány přilehlou zemědělskou usedlostí. Většina z nich podlehla sukcesním změnám a v současné době jsou nezřetelné.

## Dlouhodobý cíl péče
Dlouhodobým cílem péče musí být nadále zachování hlavních předmětů ochrany ve smyslu ochrany a rozvoje jejich funkčnosti, biodiverzity a významu.

### Péče o nelesní ekosystémy
Pravidelnými managementovými zásahy je nutné nahradit původní extenzivní hospodaření a stabilizovat tak nelesní biotopy (především svahová prameniště) a dále rozvíjet jejich biologický potenciál (např. ponechání solitérních jedinců dřevin atd.).

### Péče o lesní ekosystémy
Nutná přeměna nevhodných lesních porostů na přírodě blízké. Tento dlouhodobý a nároční cíl by měl být realizován odstraňováním stanovištně i geograficky nepůvodních dřevin, prosvětlováním porostů, uvolňováním významných porostních jedinců a ponecháváním jedinců dožívajících.

### Péče o vodní ekosystémy
Vhodná podpora rozvoje litorální vegetace a rozšiřování vhodných stanovišť pro páření a výskyt obojživelníků.
Součinností všech navrhovaných činností by mělo dojít k zachování významných přírodních hodnot a také kulturního a rekreačního využití lokality.

## Retenční nádrž Brouček
Původně rybníček byl koncem sedmdesátých let 20. století přestavěn na retenční nádrž za účelem zachytávání dešťové vody z rozsáhlého areálu Mototechny, jenž se v té době nad rybníčkem nacházel. Hlavním problémem odtékající dešťové vody byly nánosy splavenin, které zanášely nádrž. K vyřešení problémů s nánosy byla v březnu 2007 v rámci projektu Obnova a revitalizace pražských nádrží celá retenční nádrž odbahněna a byly provedeny navazující opravy všech objektů. Z nádrže bylo vyvezeno více než 200 m³ bahna. Byla opravena kamenná dlažba na návodním líci hráze a nevzhledné betonové části bezpečnostního přelivu nahradily kamenné. Součástí oprav byla i výměna poškozeného betonového požeráku za dřevěný.
Díky vyčištění nádrže a oprav objektů došlo ke zvýšení bezpečnosti tohoto vodního díla a předpokládá se i zlepšení kvality vody v retenční nádrži, a tím i ve Větveném potoce. Stavbu prováděla organizace Lesy hl. m. Prahy za cenu cca 1,45 mil. Kč.
V rámci běžné údržby se prořezávají břehové porosty, seče se tráva podél břehů a odklízí se černé skládky. Součástí je též pravidelná kontrola vodohospodářských objektů.

### Větvený potok
Větvený potok, který vytéká z nádrže, se vlévá do Motolského potoka.

## Galerie

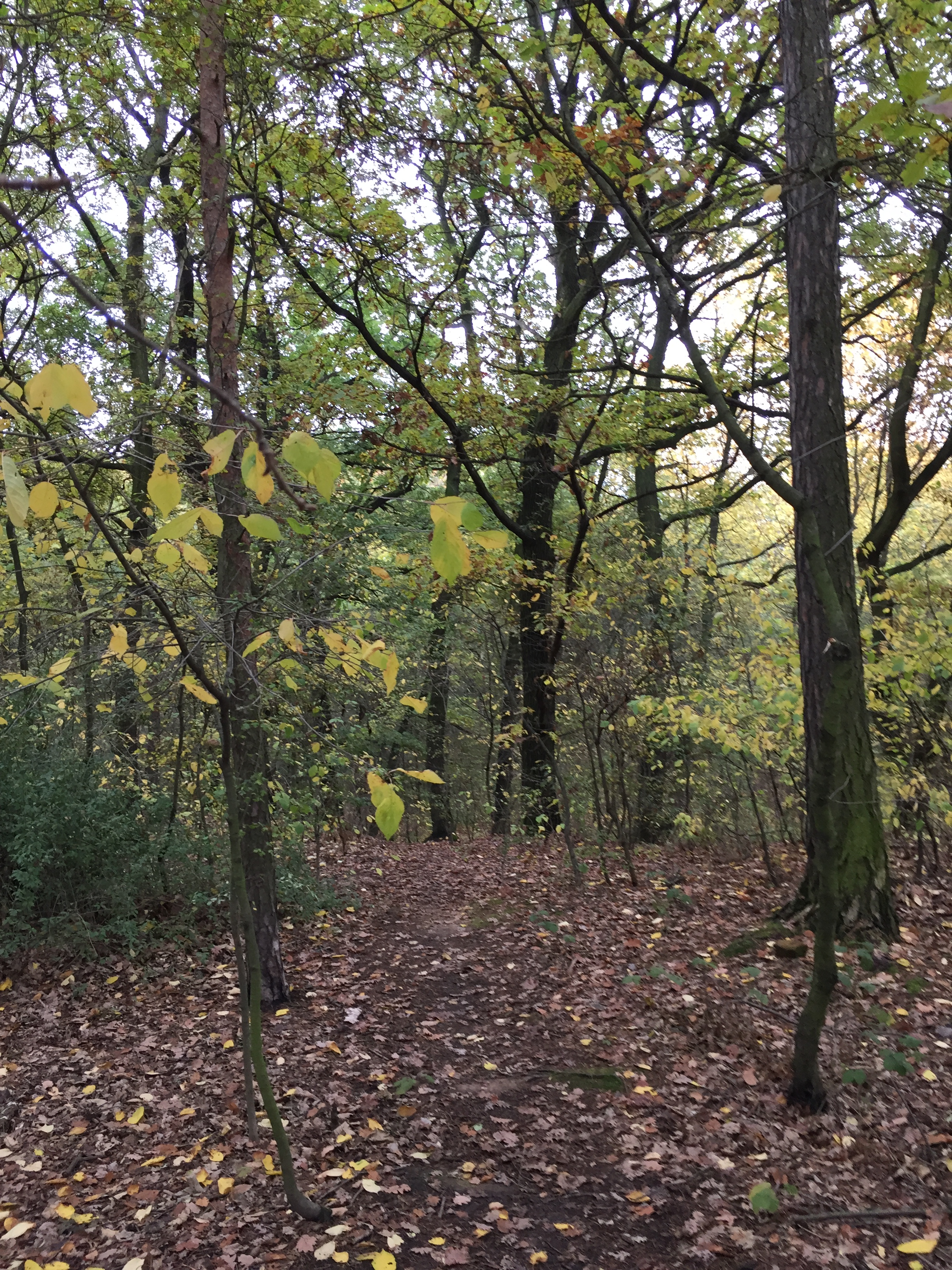
Uvnitř PP U Hájů
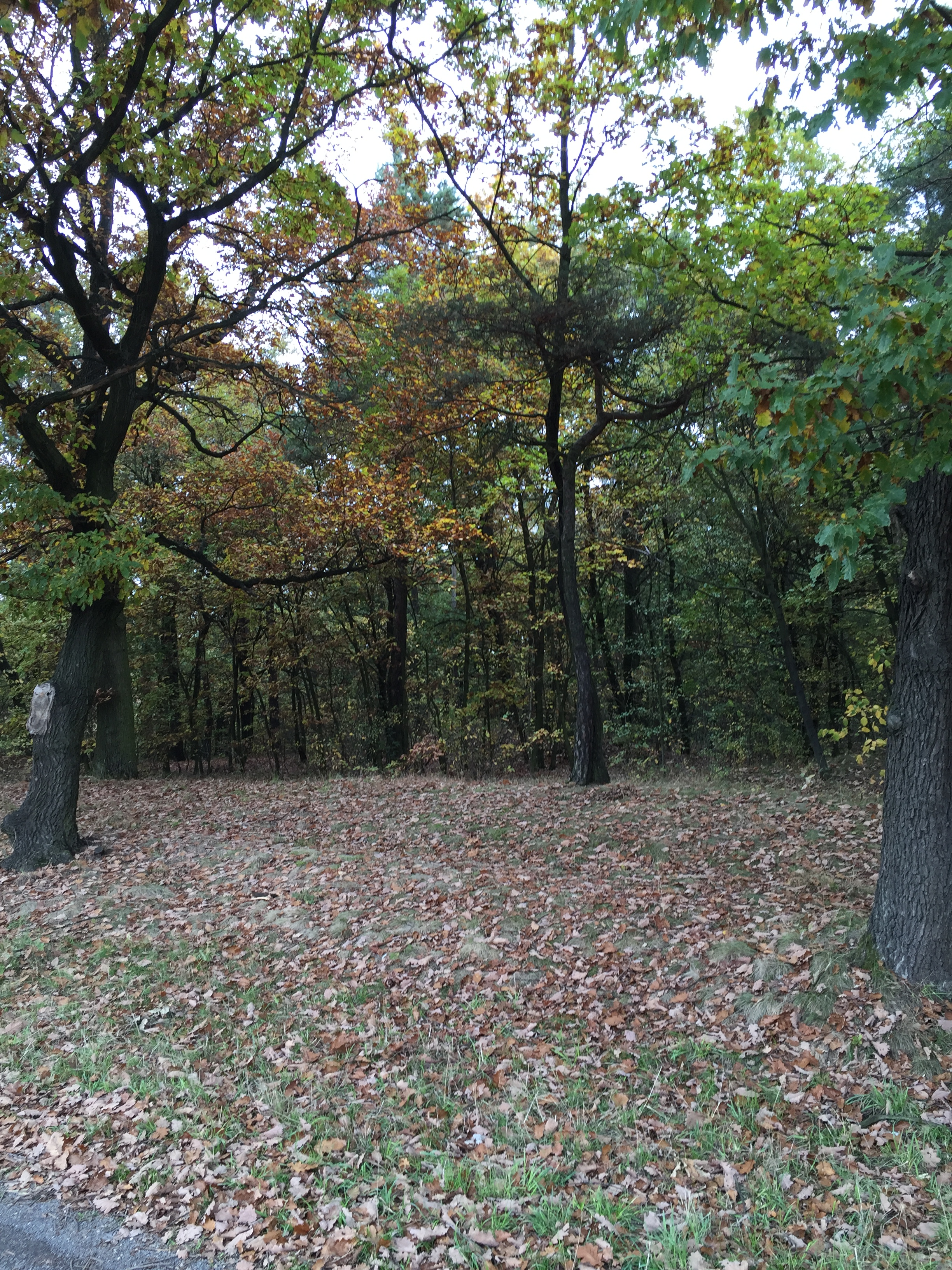
Pohled na PP U Hájů ze stezky
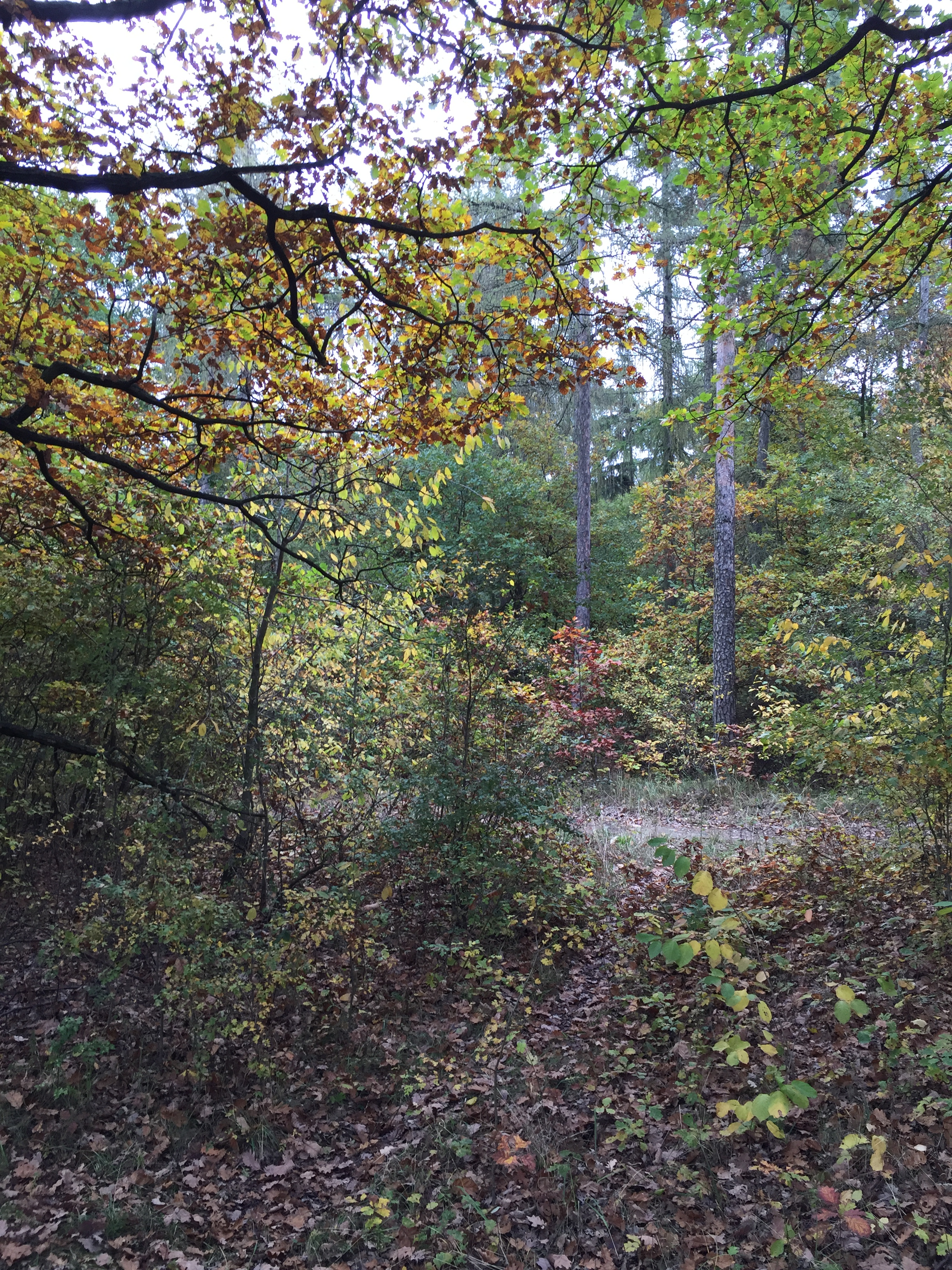
Podzimní příroda v PP U Hájů